# ヘンリー・クリントン
ヘンリー・クリントン（英:Henry Clinton, 1730年4月16日 - 1795年12月23日）は、イギリスの軍人、政治家、バス勲章受章者である。クリントンを有名にしたのは、アメリカ独立戦争中にイギリス軍の北アメリカ総司令官を務めたことである。
1775年5月に初めてボストンに到着し、1778年から1782年には北アメリカのイギリス総司令官を務めた。その軍歴に加え、第2代ニューカッスル公爵ヘンリー・ペラム＝クリントンの影響力もあって、下院議員を長年務めた。晩年にジブラルタル総督に任命されたが、着任前に死亡した。
クリントンはその血統を1066年にまで遡ることができ、王室に長く仕えた歴史を持つ高貴の家に生まれた。父は海軍大将であり、2人の息子も大将と中将になった軍人の家系である。

## 生い立ち
クリントンは恐らく1730年に、ジョージ・クリントン提督とアン・カールの息子として生まれた。母アンは将軍の娘だった。昔の歴史書では生年を1738年にしており、現代の伝記でもそのように記されている。伝記作者のウィリアム・コックスに拠れば、1958年に見つかった記録簿で1730年の生まれと主張しており、イングランドの貴族記録では誕生日を4月16日としている。ウィルコックスはまたこれらの記録のどれもクリントンの誕生地を示す記事がないとも述べている。歴史家のジョン・フレデリクソンはクリントンがニューファンドランドで生まれたと主張している。クリントンの父は1732年から1738年までそこに駐屯していた。
クリントンの幼年時代についてはあまり知られていない。またその母や成人になるまで成長した2人の姉妹についてもあまり知られていない。父が海軍の軍人だったので、その家族がどこに住んだかも不明である。父がその血筋を継いでいたリンカーン伯爵家や、婚姻で親戚になっていたニューカッスル公爵家とも、明確な関係付けが分かっていない。1739年に当時ジブラルタルで勤務していた父がニューヨーク植民地総督の職を求めた。父はニューカッスル公爵の支援で1741年にその職を獲得した。ニューカッスル公爵は父の兄弟の義兄弟だった。しかし、実際にニューヨークに赴任したのは1743年になってからだった。父は12歳のヘンリー・クリントンを伴ってニューヨークに赴き、ヘンリーに中尉の任官を購入しようとしたできなかった。ヘンリーの軍歴もニューカッスル公爵との関係で恩恵を受けることになった。
ニューヨークにおける家族の生活についても記録があまり無い。ロングアイランドのサミュエル・シーベリーのもとで勉強したと記されており、このことはその家族がニューヨーク市の郊外に住んでいた可能性を示唆している。クリントンの最初の軍歴は1745年にニューヨークの独立中隊に入ったことだった。翌年、父が大尉の任官を購入してクリントンに与えたので、このころ獲得したばかりだったルイブール要塞の守備隊任務に就いた。クリントンは軍歴を上げるために1749年にイギリスに渡った。コールドストリームガーズ（近衛連隊）で大尉の任官を受けたのがその2年後だった。クリントンの父はニューヨーク総督の任期が終わった時にロンドンに帰った後の1756年に、クリントンのためにジョン・リゴニエ卿の副官職を購入した。

### 七年戦争
クリントンは1758年までに第1歩兵近衛連隊、後のグレナディアガーズ（擲弾兵近衛連隊）の中佐に昇進した。当時は七年戦争が進行中だったが、クリントンが前線に招集されたのは1760年になってからだった。この年クリントンはヨーロッパに渡り、ブラウンシュヴァイクのフェルディナント公の下でコルバッハとクロスターカンプの戦いに参戦した。フライベルクの戦いで重傷を居ったが、その勇敢さで広く大衆の注目を集めた。フェルディナンド公の副官として頭角を現し、フェルディナント公とは長く続く友情を培った。1762年夏には大佐に昇進した。1766年には第12歩兵連隊の連隊長となった。

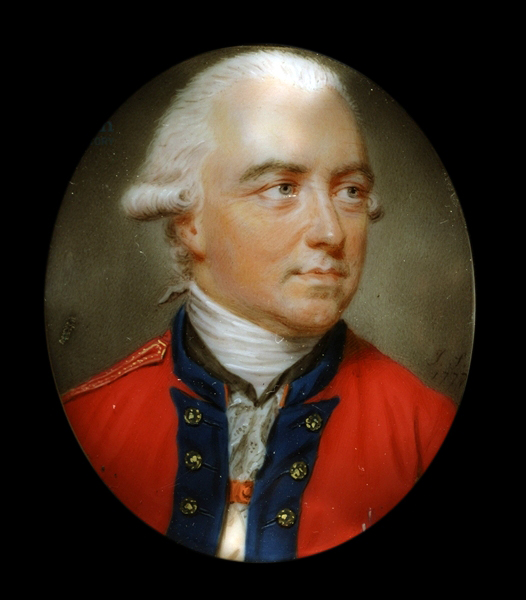
ヘンリー・クリントンの肖像画、1777年ジョン・スマート画

この初期の時代にクリントンは多くの友人や知己を得た。その大半はブラウンシュヴァイクの宿営地で仕えていた他の士官だった。その中にはチャールズ・リーや、スターリング卿を自称していたウィリアム・アレクサンダーが居た。この2人は後に北アメリカでクリントンの敵として戦った。ジョン・ジャーヴィスやウィリアム・フィリップスとは長く続き熱い友情を交わした。フィリップスは後に北アメリカでクリントンの下で働き、ジャーヴィスはイギリス海軍の元帥にまでなった。またチャールズ・コーンウォリスとも知己になり、コーンウォリスも北アメリカでクリントンの下に仕えることになった。

### 家族と結婚
クリントンが陸軍とともに従軍していた1761年に父が死んだ。クリントンは新しい家長になり、父の残したものを処理する必要が生じた。父はかなりの負債と滞納金を遺していた。父の未払い給与にかんして商務省との闘争が数年間続き、植民地の土地を売却する試みも成果を生まなかった。これらの土地はアメリカ独立戦争の間に没収され、クリントンの相続人であってもその如何なる形の補償も得ることはできなかった。クリントンの母は精神的に不安定な状態が続き、クリントンの人生にもあまり関わることが無かったが、1767年8月に死んだ。
1767年2月12日、クリントンは地主階級の娘ハリエット・カーターと結婚し、サリーに新居を構えた。この結婚は急いで行われたという証拠があり、結婚から6ヵ月後に息子のフレデリックが生まれたという記録がある。妻のハリエットは1772年に死に、その2年後の1774年には息子のフレデリックが病気で死んだ。クリントンはその結婚について記録を残していないが、幸福なものだった可能性が強い。夫妻にはフレデリック、オーガスタ（1768年）、ウィリアム・ヘンリー（1769年）、ヘンリー・ジュニア（1771年）およびハリエット（1772年）という5人の子供が生まれた。妻は娘のハリエットを産んだ8日後の1772年8月29日に死んだ。その悲しみからクリントンが快復するまでに1年間以上を要した。クリントンは義理の両親を引き取り、妻の妹がクリントンの子供達の面倒を見た。

### 後援者
後援者のニューカッスル公が死ぬと、その息子で後継者であるヘンリー・ペルハム＝クリントンがクリントンの後継者となった。先代はクリントンの軍歴昇進に熱心だったが、新公爵は注意深さや政治への関心が無く、クリントンには逆風になった。クリントンは若い公爵を尊敬されるべき貴族としてよりも対等な者として扱ったので、その関係を複雑なものにもした。もう一人の後援者として、国王ジョージ3世の弟グロスター公ウィリアム・ヘンリーがいた。クリントンは1764年にウィリアム・ヘンリーの侍従官に指名され、この職を長く務めた。しかしグロスター公の思慮の足りなさで王室から阻害されたために、クリントンの有効な後援者たりえなかった。

### 平時の任務
1769年、クリントンの連隊はジブラルタル駐屯となり、クリントンは指揮官エドワード・コーンウォリスの副指令となった。この時期、ニューカッスル公が守備隊に勤務している公の息子の世話をするよう求めた。その息子は公の表現では「怠惰」で「怠け者」で「卑劣な行為」をしており、実際に扱いにくい者だったが、クリントンは父の公爵を説得してその息子をフランスの学校に入学させた。
クリントン1772年に少将となり、同じ年にニューカッスル公の伝でイギリス議会下院の席を手に入れた。最初はボロブリッジの、後にニューアーク・オン・トレント選出の代議員として、1784年まで務めた。
1774年4月、クリントンはバルカン半島でロシア軍の軍事視察に行った。友人であるロシア陸軍の将軍ヘンリー・ロイドと共に露土戦争の戦場を幾つか視察し、ウィーンでは神聖ローマ皇帝ヨーゼフ2世に拝謁した。クリントンは砲兵隊の砲撃を見る機会が得られそうだったが、和平会談が始まったために延期された。クリントンはトルコの交渉人に紹介され、その者について「ちょっと見ただけだったが、文民そのものだった」と記している。クリントンは1774年10月にイングランドに戻り、1775年2月には国王ジョージ3世から北アメリカでの任務に備えるよう命令された。

## アメリカ独立戦争

### ボストン
クリントンはウィリアム・ハウおよびジョン・バーゴイン各少将と共に、ボストンのトマス・ゲイジ将軍の位置づけを強化するための援軍と共に北アメリカに派遣された。1775年5月25日にボストンに到着したが、その途上でアメリカ独立戦争が勃発し、ボストン市が包囲されていることを知った。ゲイジはクリントン、ハウ、およびバーゴインと共にこの包囲を破る作戦を協議した。クリントンはボストンを取り囲むまだ占領されていない高地を要塞化する作戦を主張し、6月18日にはそれらの地点を占領する作戦が立てられた。しかし、植民地人がその作戦を知ることになり、6月16日から17日に掛けての夜にチャールズタウン半島の高地を要塞化したので、イギリス軍指導部はその戦略を練り直す必要性が生じた。

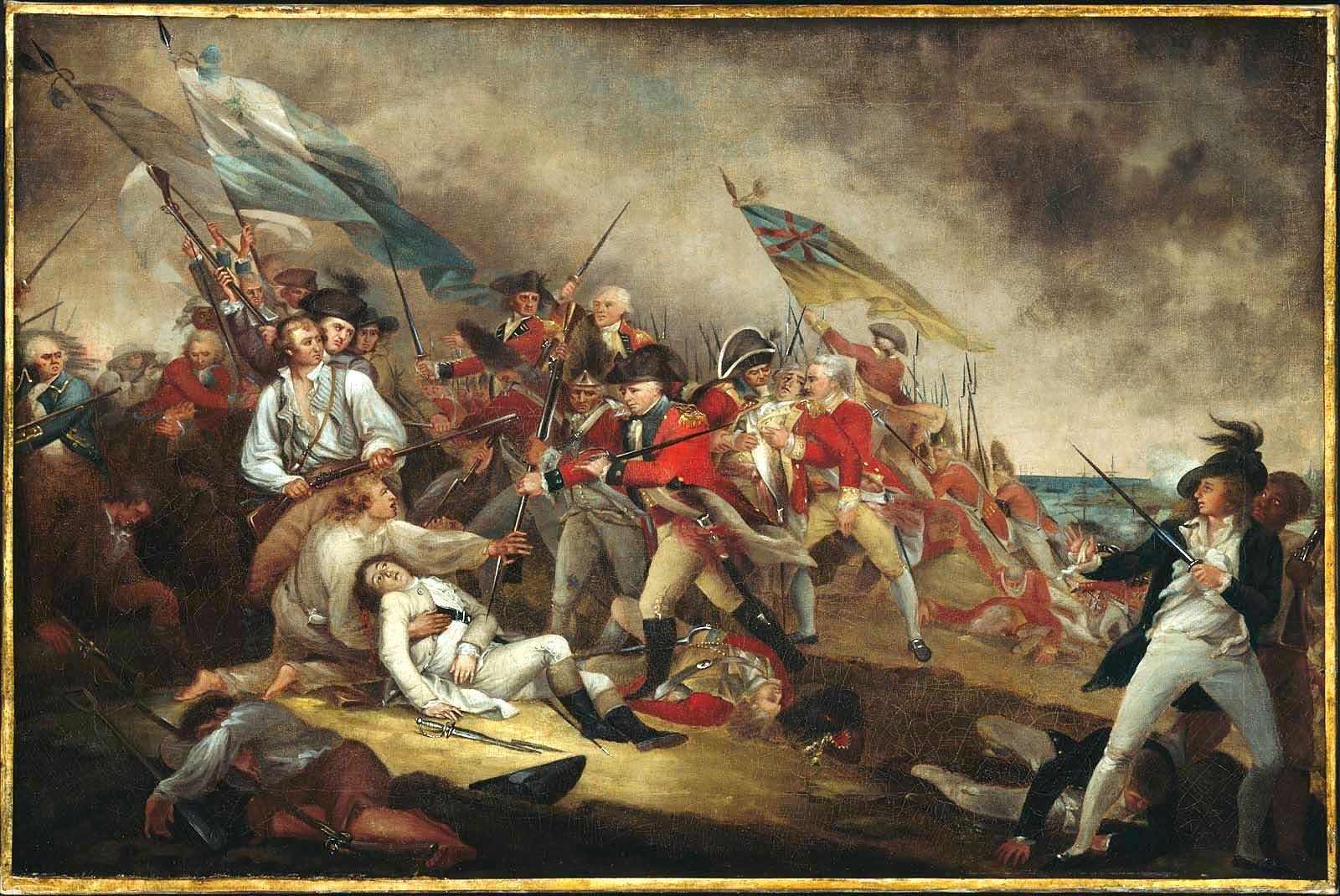
ジョン・トランブル描くバンカーヒルの戦いにおけるウォーレン将軍の戦死、クリントンは背景中央におり、無帽で刀を持っている

6月17日早朝の作戦会議で将軍達は植民地軍の砦を直接襲撃することを必要とする作戦を立て、ゲイジはハウにその総指揮権を渡した。ことは緊急を要するように感じられた（植民地人は作戦会議の間も要塞化工作を進めていた）が、攻撃が始まったのは午後になってからだった。クリントンはハウが要請したときに予備軍を送る役割を当てられた。2度の襲撃が失敗した後、クリントンはゲイジ将軍からの命令に反してチャールズタウンに渡り、上陸地点周辺をうろついている負傷兵や意気消沈した兵士を纏め上げた。ブリーズヒルに置かれた方形堡に対する3度目の攻撃が成功し、その方形堡を占領した直後にこれらの部隊が到着し、植民地兵をバンカーヒルまで追った。このバンカーヒルの戦いはイギリス軍の勝利になったが、1,000名以上の損失を蒙った上になされたものだった。クリントンが「高価な勝利だ、もう一度やれば我々が破滅する」と記したことは有名である。
1775年の後半、この包囲戦は手詰まり以外のなにものでもなくなり、両軍は互いに効果的な攻撃を掛けたいとは思わず、また掛けることも出来なかった。9月にゲイジが本国に呼び戻された後はハウが全軍の指揮を執った。ハウはクリントンにチャールズタウンの指揮を任せたが、クリントンはボストンで多くの時を過ごした。クリントンはジョン・ハンコックの家を占領し、その手入れを几帳面に行った。メアリー・バッドリーという家政婦を雇ったが、その夫は士官への昇進を拒んだために降格された者だったと言われている。クリントンは夫のトマス・バッドリーも大工として雇った。メアリーとの関係は終生続くことになったが、ボストンに居た当時はプラトニックなものだったとされている。
南部植民地への遠征作戦を立てたときにハウとの関係に歪が生じ始めた。クリントンは南部遠征の指揮官に指名された。クリントンはハウに遠征に連れて行く士官の名前を挙げて求め、独立した指揮官が通常持たされるような権限を要求したが、ハウはそれらの要求を全て拒絶した。1776年1月、クリントンは小さな艦隊と1,500名の兵士と共に南部に向けて出港し、カロライナ植民地における軍事的な可能性を探ることにした。その留守中に、クリントンが恐れていたことが起こった。3月にドーチェスター高地が植民地軍によって占領、要塞化されて脅威となったので、イギリス軍はボストンを明け渡し、ノバスコシアのハリファックスまで後退することになった。

### 1776年の作戦
クリントンのカロライナ遠征では2月にこの作戦のためにヨーロッパから送られた援軍と落ち合うことが予定されていた。その部隊は兵站と天候のために到着が遅延し、ノースカロライナの海岸沖に到着したのは5月になってからだった。この部隊にはクリントンの副指揮官となるチャールズ・コーンウォリス将軍と海軍のピーター・パーカー提督が入っていた。彼らはノースカロライナが作戦を行うには良い基地にならないと判断し、まだ防御工事が完成していないという報告があったサウスカロライナのチャールストンを襲撃することに決めた。6月下旬に始めたサリバン島の攻撃は屈辱的な失敗になった。クリントンの部隊は植民地軍が主たる防御陣地にしているサリバン島に近い島に上陸した。その2つの島の間の海峡は干潮時に歩いて渉れるもの考えていた。実際にはその渡渉が不可能であり、攻撃は海軍による砲撃のみになった。サリバン島の砦は多孔質のパルメット・ヤシの木材を使って建設されており、砲弾の威力を吸収して裂けも割れもしなかったので、艦砲射撃も無効だった。

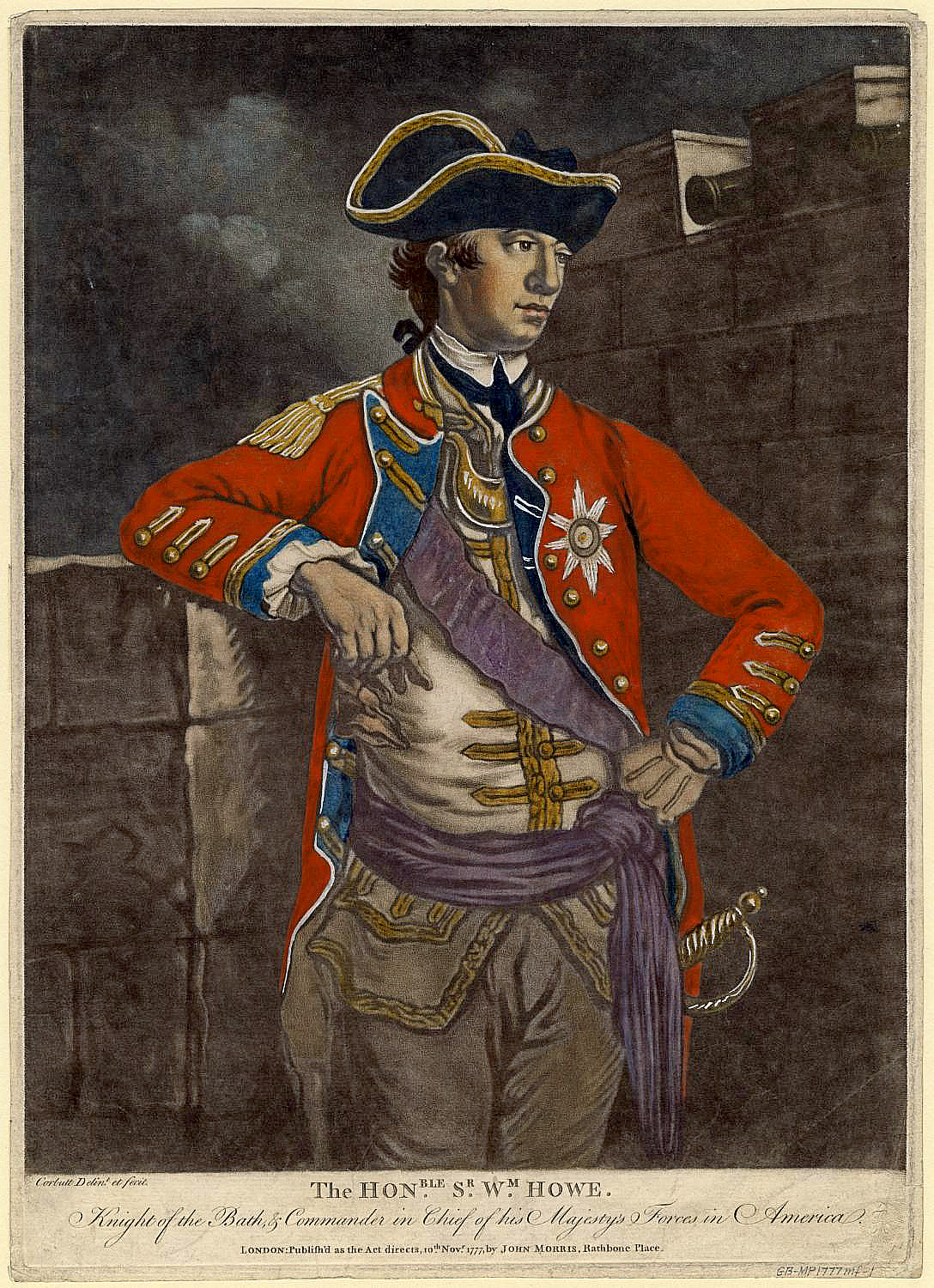
ウィリアム・ハウ将軍（1777年のメゾチント）は1776年の作戦展開時にクリントンを嫌うようになった

クリントンとパーカーの船隊は、ハウ将軍の主力艦隊と合流し、8月のニューヨーク攻撃に加わった。クリントンは次々と攻撃のアイディアを出してハウに提案をしたが、総司令官のハウはこれを不満に思うようになった。それでもクリントンがブルックリンにいるジョージ・ワシントンの陣地を攻撃する作戦を提案すると、ハウはこれを採用した。8月27日のロングアイランドの戦いでは、クリントンが提案した作戦に従って、ハウとクリントンが指揮したイギリス軍が大陸軍前衛の側面を衝き、ブルックリンハイツの砦にまで押し返すことに成功した。しかしクリントンがその勝利の余勢をかって塹壕に入った大陸軍を攻撃することを勧めたときにはハウが拒否した。ハウは敵の勢力に関する情報が無いことと、自軍の損失を最小にしておきたいと考えたからだった。ハウは大陸軍陣地の包囲を選び、大陸軍は8月29日に損失も出さずに砦を脱出した。ハウはこの戦勝でナイトに叙された。
ハウはその後ニューヨーク市の支配に動き、マンハッタンのキップス湾に上陸したが、これをクリントンが再度指揮した。クリントンはワシントン軍を孤立させる動きを提案したが、ハウはこれを拒絶した。10月、ワシントン軍をハドソン川とブロンクス川の間に閉じ込めることを目指して、クリントンはウェストチェスター郡の岸に軍を進めた。しかし、クリントン軍が到着する以前にワシントン軍がホワイトプレインズに到着していた。そこでの短時間の戦闘後、ワシントン軍は北に後退し、一方ハウは南に向かってマンハッタンの支配を確実なものにした。この時点までにハウとクリントンの関係はほとんど完全に壊れていた。これはクリントンが常に批判と提案を行い続け、ハウが軍の進軍経路を少しでも変えることを認めようとしなかったことでさらにこじれた。
11月にハウはクリントンに6,000名の兵士を付けてロードアイランドのニューポートを占領させる遠征の準備を始めるよう命じた。そこはイギリス海軍の港として必要だった。ハウがコーンウォリスをワシントン軍追撃のためにニュージャージーに派遣したとき、クリントンはニューポートを占領するよりも、ニュージャージーに部隊を上陸させてワシントン軍を包囲すべきだと提案した。ハウはこの忠告を拒絶し、クリントンは12月初旬にニューポートに渡り、抵抗もほとんど無いままにそこを占領した。

### 1777年の作戦
1777年1月、クリントンは休暇を与えられてイングランドに戻った。1777年の行動シーズンに向けた作戦には、フィラデルフィアに対するものと、モントリオールからシャンプレーン湖を経由してオールバニに至り、ニューイングランド植民地を2つに分けてしまうという2つの作戦があった。ハウ将軍がフィラデルフィア方面作戦の指揮を執ることになるので、クリントンはバーゴインと共に北の方面作戦指揮官職を争うことになった。ハウはクリントンを支持したが、バーゴインが国王ジョージ3世とジョージ・ジャーメイン卿を説得して、その指揮を認めさせた。国王はクリントンの辞任要請を拒否し、ニューヨークに戻って再びハウの副司令官として務めるよう命じた。クリントンはナイトに叙せられて宥められたが、チャールストンでの悲惨な結末を公表することは禁じられた。4月11日に正式にバス勲章を授けられ、4月29日にニューヨークに向けて旅立った。
7月にクリントンがニューヨークに到着したとき、ハウはまだフィラデルフィアに向けて出航していなかった。クリントンは自身が7,000名の兵士と共にニューヨークに残されることを知って驚愕し、動揺した。それらの兵士はロイヤリスト民兵が大半であり、他にはドイツ人傭兵で、ニューヨークを守るという任務には不適切と考えた。またハウの作戦における欠陥をはっきりとハウに告げた。その作戦ではバーゴイン軍がハウによってもクリントンによっても適切な支援を得られるチャンスが無く孤立させてしまうと考えられた。クリントンは、ワシントン軍の大半がニューヨーク地域を離れたことを知った後に「バーゴインにとって重荷になることを恐れる。...この作戦で戦争を終わらせることができなければ、イギリスによるアメリカ支配が終わることになると予言する」と前もって記していた。
バーゴインのサラトガ方面作戦は悲惨な結末になった。バーゴイン軍の侵攻はサラトガで停止させられ、その後直ぐに包囲された。クリントンはバーゴイン軍を支援しようとしたが、ヨーロッパからの援軍到着が遅れたためにその動きが遅れた。10月初旬、クリントンはハドソン川沿岸高地にあるクリントン砦とモントゴメリー砦の2つを占領し、さらにオールバニに向けて部隊を派遣した。しかしこの動きはあまりに小規模で、かつ遅すぎた。さらにハウから援軍を要請する命令を受けたために中断された。ハウのフィラデルフィア方面作戦は成功したが、ジャーマンタウンの戦いでは敗北を喫する寸前までいっていた。
クリントンはニューヨーク地域の指揮官としてある程度の饗応もする必要があった。その費用にはいらいらさせられながらも遂行していた。このときバッドリー夫妻が加わった。メアリー・バッドリーが家政婦としての役割を行い、その優れた管理術のゆえにクリントンは喜んでいた。メアリーはその夫が彼女を欺していることが分かるまでクリントンのロマンティックな提案を拒絶していた。クリントンはその夫のためにロイヤリスト連隊における役職を購入し、ニューヨークから転出させようとしたが失敗した。

### 総司令官
ハウ将軍が1777年の作戦遂行後に北アメリカ総司令官の辞表を提出し、クリントンはその後任候補の筆頭になった。クリントンは多くの苦情や辞任要請を出していたために、フレデリック・ノース首相から信頼されていなかったが、1778年2月4日に正式に総司令官に任命された。この報せは4月まで届かず、クリントンは5月にフィラデルフィアで総司令官を引き継いだ。この時までにフランスがアメリカ側で正式に参戦していた。その後クリントンはフィラデルフィアからの撤退を命じられ、5,000名の兵を経済的に重要なカリブ海に派遣することを命じられた。この戦争の残り期間、戦域が地球規模に拡大した結果として、クリントンはほとんど援軍を得られなかった。クリントンの受けた命令はイギリスの支配下に入っている北アメリカの地域を強固にすることであり、アメリカ側が支配している地域に襲撃隊を送る以上のことはしなかった。
フィラデルフィアから逃亡するロイヤリストを全て輸送できる船が無かったので、クリントンは命令に反して、海上ではなく陸路軍をニューヨークまで動かすことにした。クリントンはこの行軍を1両の荷車も失うことなくうまくやり遂げた。6月28日のモンマス・コートハウスでの戦いでもワシントン軍との引き分けに持ち込んだ。クリントンはモンマスでのワシントン軍勢力を過大に報告し、自軍の被害を過小に報告したので、本国での評判を上げた。ニューヨークに到着すると、クリントンと海軍のハウ提督はニューヨーク港外に現れたフランス艦隊という問題に直面した。しかし、フランス海軍のデスタイン提督は港には入らず、ニューポートに向かった。クリントンはその行き先を察知すると、ニューポート守備隊の補強に部隊を動かし、ハウ提督はフランス艦隊の後を追った。両艦隊は嵐のために散り散りとなり、ニューポートを襲った大陸軍は、クリントン軍が到着する前に失敗した。クリントンは近くの集落襲撃のために支援部隊を送り、自身はニューヨークに戻って南部に派遣する部隊の編成に掛かった。東西フロリダを強化するために派遣した部隊がジョージアを襲った。この部隊は12月にサバンナを占領し、1779年1月にはオーガスタで脆弱で最後は短期間に終わった地盤を築いた。クリントンは西インド諸島のセントルシアを占領する作戦のためにも部隊を派遣した。その遠征は成功し、フランス軍を降伏させた。それはフランス艦隊が到着する前のことだった。
クリントンはフィラデルフィアとニューヨークにいた1778年に、カーライル和平委員会のメンバーであるウィリアム・イーデンと良好な関係を築いた。この委員会はカーライル伯爵が率いており、アメリカの大陸会議と和解する試みを行ったが、結局は失敗した。成果は上がらなかったが、イーデンとクリントンの関係は良好であり、イーデンはクリントンの報告書がイングランドで好意的に受け取られるよう動くことを約束した。

### 政治

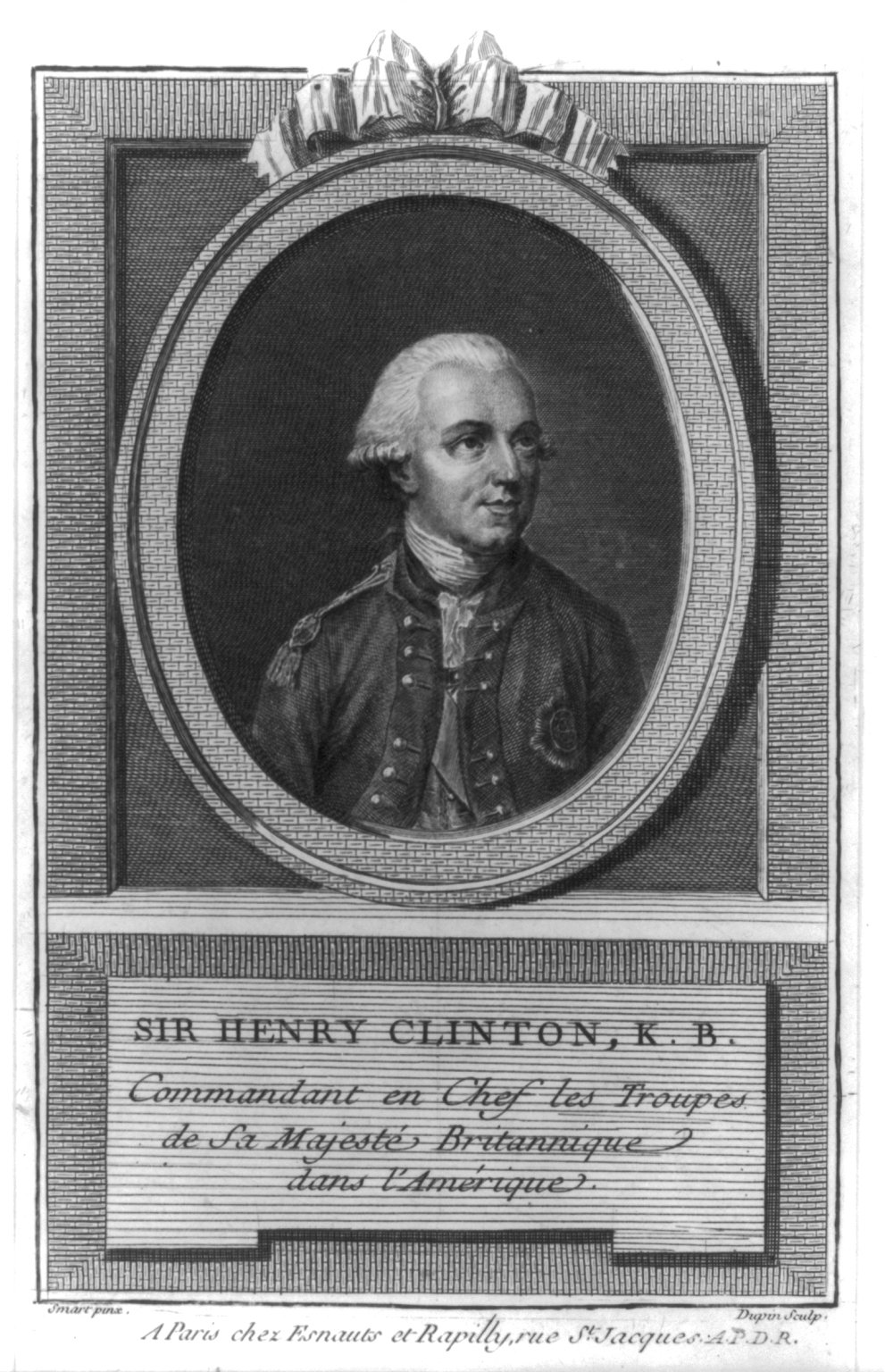
ヘンリー・クリントン、1770年から1780年の間に出版された肖像画

1778年の作戦シーズンが終わると、クリントンは1779年の作戦について選択肢を検討した。イギリスはフロンティアに引き籠もることで最もうまく行くと考え、それは母国の世論でありまた国王やジャーメイン卿の考えでもあったが、違うように動いた。ジャーメインは襲撃隊が「士気と人間性を持って」アメリカの商業と私掠船を破壊するために行使されるべきと考えた。この戦略をクリントンは嫌った。クリントンとワシントンは軍事的にニューヨーク市の戦線を挟んで睨み合うこと以外はしなかった。クリントンはコネチカットに対するものとチェサピーク湾に対するものの2回大きな襲撃遠征を命じた。ワシントンは主にケベック植民地で増加するフロンティアでの戦争に対処するために部隊を派遣した。
1779年初め、クリントンはその信頼できる副官ダンカン・ドラモンド中尉をイングランドに派遣し、クリントンの要請を再検討して貰おうとした。ドラモンドはこの目的を達しなかった、ニューカッスル公爵の仲介もあったが、国王はクリントンに休暇を認めることすら拒否し、クリントンは「現時点でアメリカを救える唯一の男だ」と言った。ウィリアム・イーデンもクリントンの状況を改善するために干渉してくれたが、政府における政治的な分裂と、スペインが参戦しそうだという見込のために、クリントンにはほとんど支援が得られなかった。クリントンはジェイムズ・ガンビア提督から海軍の支援が無いことも不平を漏らした。ガンビアとの関係もうまくいっていなかった。クリントンはロンドンに共に働いてくれると考える提督のリストを送ったが、その誰も選ばれず、ガンビアが一時的にジョージ・コリアと交代し、その後は恒久的な後継者のマリオット・アーバスノットが到着した。
クリントンはチェサピーク湾を襲撃させた後、ハドソン川の重要な渡河点であるストーニーポイントからアメリカ人を追い出した。クリントンはヨーロッパからの期待している援軍が来れば、ウェストポイントあるいはその補給線を攻撃し、ワシントンに戦闘を強いるかあるいはウェストポイントを放棄させることができると考えた。しかし、アーバスノット提督を含め援軍の到着は遅れ、クリントンがコネチカット襲撃のためにストーニーポイントの守備隊を減らすと、そこは大陸軍に取り返された。大陸軍はストーニーポイントを保持し続けようとはせず放棄したので、クリントン軍がそこを再占領した。しかし、クリントンの敵対者はこの大陸軍の成功を批判の材料に使い、クリントンのことを「決断力がない」とか「意志薄弱」とか言った。ニュージャージーのイギリス軍前進基地に対する同様な戦闘の件でさらに批判材料を与え、イギリス軍の士気を落とした。イギリス軍が新たに設立したペノブスコット湾前進基地を排除するために大陸軍が起こした遠征に対して、海軍戦隊を派遣する必要性が生じたために、ニューヨークでのそれ以上の行動ができなくなった。

### 南部戦略
クリントンのアーバスノット提督との関係は始から悪かった。フランス艦隊が北部の港（ハリファックス、ニューポートあるいはニューヨーク）に向かったという噂があり、このことで指揮官層を異なる方向に向かわせ、ニューヨーク守備隊（病気のために弱体化していた）を強化するために少なくとも1度ニューポートから撤退しようという作戦は延期された。しかし、フランス艦隊は大陸軍の支援によってサバンナの包囲に向かい、その中で悲惨な失敗を冒した。このことでクリントンはサウスカロライナに対する遠征が有望だと考えた。そこではロイヤリストの支援が強力だと言われており、住民は「政府に反対することに倦んでいて」、その港をイギリス軍が封鎖したことにも困っていると言われていた。
クリントンはチャールストンを占領するための遠征軍を集結させ始め、そのためにニューポートの部隊を撤退させた。クリントン自らがこの作戦を指揮し、14,000名の軍隊はその年暮れにニューヨークから南に向けて出航した。1780年初期までに、クリントンはチャールストン市を包囲させた。5月までアーバスノット提督と協働作戦を行った結果、チャールストン市とその5,000名の守備隊を降伏に追い込んだ。大陸軍にとってはこれまでにない大きな敗北になった。アーバスノット提督とクリントンは包囲戦の間も関係がしっくりせず、その反目は1781年に入っても続いて、イギリス軍高官の間の一体感について有害な結果になった。クリントンとチャールズ・コーンウォリスとの関係もさらに悪化し、クリントンがチャールストンの指揮をコーンウォリスに任せてニューヨークに戻ると、二人はほとんど口をきかなくなった。
クリントンはニューヨークから南部の方面作戦の監視を続けた。クリントンとコーンウォリスの間に交わされた書簡からは、クリントンの南部方面軍に対する関心の強さが分かる。しかし、南部方面作戦が進展するにつれて、クリントンは彼の部下から遊離していった。方面作戦の終わり頃は、往復書簡の中身が辛辣なものに変わっていった。このことはジョージ・ジャーメインのせいでもある。ジャーメインはコーンウォリスに書簡を送り、上官の命令を無視しコーンウォリス自身が独立した指揮官と考えるようにし向けた可能性がある。
ヨークタウンでコーンウォリスが降伏し、北アメリカにおける戦闘が事実上終わった後の1782年、クリントンは北アメリカイギリス軍総司令官の職を解任され、ガイ・カールトン卿が継いだ。クリントンはイングランドに戻った。

## その後の経歴
1783年、クリントンは『北アメリカにおける1781年作戦の叙述』を出版し、その敗北の責任をコーンウォリス将軍に帰せようとした。これにはコーンウォリスによる反論があり、自身に対する批判をクリントンに向けた。クリントンはイギリス議会の議員職任務を再開し、1784年まで務めた。
この1784年から議員に再選された1790年までのクリントンについて多くは知られていない。その議席はローンセストンという従兄弟のニューカッスル公爵が支配する統制選挙区からの選出だった。それから3年後の1793年10月、クリントンは大将に昇進した。翌年7月にジブラルタル総督に指名されたが、着任する前にロンドンのポートランド・プレイスで死亡した。

## 遺産
クリントンは4年の間アメリカ大陸で指揮を執り、惨敗という結果に終わった。その結果、敗北の責任を有する者の一人として見られている。伝記作者のウィリアム・ウィルコックスは北アメリカにおけるクリントンの任務を分析して、「クリントンのアイディアはある程度彼自身の中に置かれていたという理由で実行されなかった。彼とグレイブス提督は1781年におけるド・グラスの「危険を明らかに無視した」」と述べている。
クリントンに仕えたジェイムズ・ウェミス少佐が次のように書いている。クリントンは、「ドイツ流の栄誉あるまた尊敬すべき士官である。プロイセンのフェルディナント公やブランズウィック公に仕えた。お世辞を言っても始まらないが、軍事ではなくあらゆる事業に対する強い嫌悪感から、しばしば副官やお気に入りの者によって誤った方向に導かれるものでもある。」しかしまた、クリントンの興味は狭く、自己不信によって躓くことになったとも指摘している。辛らつなチャールズ・スチュアート大佐は、「馬群の指揮もできないでいるのに軍隊の指揮を執ろうとした愚か者」と評している。マッケジーは、「戦場では有能な将軍」と評した。
アメリカ独立戦争の間にクリントンが出した手紙はその従兄弟ニューカッスルのヘンリー・ペルハム＝クリントンの政治論文に見出すことが出来る。これはノッティンガム大学の原稿と特別収集品に収められている。

## 関連書籍
- Buchanan, John (February 1997). The Road to Guilford Courthouse: The American Revolution and the Carolinas. John Wiley and Sons. ISBN 047116402X
- Clement, R. (January–March, 1979). “The World Turned Upside down At the Surrender of Yorktown”. Journal of American Folklore 92 (363):  66–67.
- Ferling, John (October 1988). The World Turned Upside Down: The American Victory in the War of Independence. Greenwood Press. ISBN 031325527X
- Hyma, Albert (1957). Sir Henry Clinton and the American Revolution. Hyma
- Leckie, Robert (1993). George Washington's War: The Saga of the American Revolution. New York: HarperCollins. ISBN 9780060922153. OCLC 29748139
- Newcomb, Benjamin H., ‘Clinton, George (1686–1761)’, Oxford Dictionary of National Biography, Oxford University Press, 2004, doi:10.1093/ref:odnb/68518. Retrieved 24 June 2008. (要購読、またはイギリス公立図書館への会員加入)